# Дісненський замок

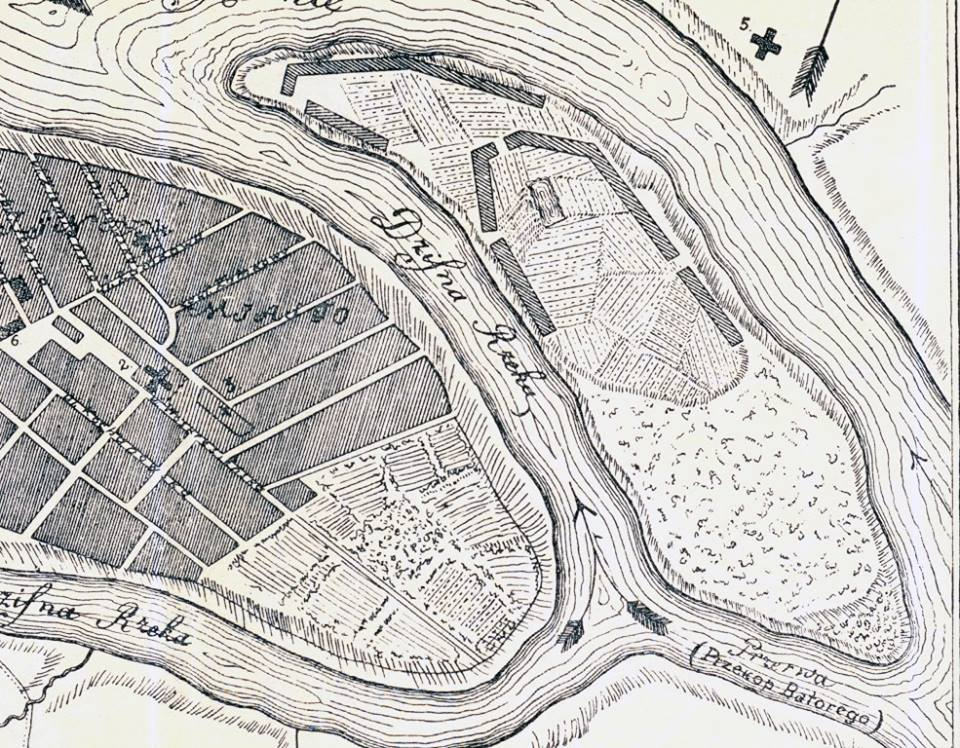
Дісненський замок на плані XVIII ст.

Дісненський замок — замок, який існував у 14-18 століттях. Розташований на острові Замок приблизно біля впадіння Дісни та Західної Двіни в Міорському районі Вітебської області.

## Історія
У літописах Лівонського ордену згадується близько 1374/1377. У XIV — на початку XV століття він слугував форпостом Полоцька на Західній Двіні. Після Грюнвальдської битви він втратив стратегічне значення. Під час Лівонської війни 1558-83 рр. він занепав. 25 липня 1654 р. був окупований московськими військами. Замок швидко відбудували. У 1655 році він мав 14 веж, близько 40 гармат. 10 квітня 1660 р. окупований військами Великого князівства Литовського. Зруйнований під час Північної війни 1700-21.